# Isabella Petit
Isabella Petit (getauft 17. April 1664 in Amsterdam; gestorben nach 1697) war eine niederländische Sängerin und Schauspielerin.

## Leben
Isabella Petit wurde am 17. April 1664 in Amsterdam getauft. Sie war die Tochter von Jean Baptiste Petit (gest. 1680) und Beatrix Rocataliata (gest. 1687). Ihre Eltern kamen 1662 nach Amsterdam, wo sie sich mit einer Bescheinigung aus Harderwijk eintragen ließen. Vermutlich stammte die Familie aus der Theaterwelt, da sie alle Merkmale einer Theaterfamilie aufweisen. Nicht nur Isabella Petit ging zur Bühne, auch zwei ihrer Schwestern, Maria und Catharina, sowie ihr Bruder Jan (1653–vor Juli 1725) wählten diese Karriere. Ihre jüngste Schwester Ester (1667–1686?) starb wahrscheinlich im Alter von 19 Jahren.
Isabella Petit heiratete am 7. Oktober 1694 in der Nähe von Hamburg, vermutlich in Altona, den Gärtner Andries Hofmeijer. Zu der Zeit war sie vermutlich mit einer reisenden Theatertruppe in Hamburg. Ihr Sohn Julianus wurde am 31. Mai 1697 in Amsterdam getauft. Zeugen waren ihre Schwester Catharina Petit und ihr Schwager Hermanus Benjamin. Es kam im Jahr 1707 zur Scheidung, sie verließ ihren Mann und zwei Kinder, über das zweite Kind liegen keine weiteren Informationen vor. Das Scheidungsverfahren leitete Hofmeijer im März 1706 ein, da er erneut heiraten wollte, Isabella Petit erschien nicht zu dem Verfahren. Die Scheidung wurde irgendwann nach dem 17. Juni 1707 offiziell vollzogen.
Es ist wenig über die Karriere von Isabella Petit bekannt. Im Mai 1687 wurden sie, ihre Schwestern und deren Ehemänner sowie mehrere andere Schauspieler und Schauspielerinnen fristlos aus dem Amsterdamer Theater entlassen. Dies könnte mit Missmanagement im Theater zu tun gehabt haben und sie könnten im Sommer desselben Jahres wieder eingestellt worden sein, wie die anderen auch. Die einzige bekannte Aufführung von Isabella Petit fand am 8. Juni 1688 statt. Sie sang Roosjes Rolle in der Stadsschouwburg Amsterdam bei der Uraufführung des Gesangsstücks „De vrijage van Kloris en Roosje“. Diese Rolle wird sie auch in den drei Folgeaufführungen gesungen haben. Vermutlich hatte sie hauptsächlich eine Karriere als Sängerin.
Über das weitere Leben und ihren Tod ist nichts bekannt.